# Sriperumbudur
Sriperumbudur (o Sriperumbubur, Sriperumpudur) è una suddivisione dell'India, classificata come town panchayat, di 16.085 abitanti, situata nel distretto di Kanchipuram, nello stato federato del Tamil Nadu. In base al numero di abitanti la città rientra nella classe IV (da 10.000 a 19.999 persone).

## Geografia fisica
La città è situata a 12° 58' 8 N e 79° 56' 56 E e ha un'altitudine di 36 m s.l.m..

## Società

### Evoluzione demografica
Al censimento del 2001 la popolazione di Sriperumbudur assommava a 16.085 persone, delle quali 8.045 maschi e 8.040 femmine. I bambini di età inferiore o uguale ai sei anni assommavano a 1.915, dei quali 963 maschi e 952 femmine. Infine, coloro che erano in grado di saper almeno leggere e scrivere erano 11.408, dei quali 6.260 maschi e 5.148 femmine.